# ダーヴィド・ハンツコ
- ダビド・ハンツコ
- ダヴィド・ハンツコ
- ダビド・ハンコ
- ダヴィド・ハンコ

ダーヴィド・ハンツコ（Dávid Hancko, 1997年12月13日 - ）は、スロバキア・トレンチーン県プリエヴィドザ出身のプロサッカー選手。ラ・リーガ・アトレティコ・マドリード所属。スロバキア代表。ポジションはDF。
メディアによっては「ダヴィド・ハンツコ」などの表記もある。

## 来歴
2013年にMŠKジリナのユースチームに入団し、翌2014年にBチームに昇格し、プロデビュー。2015-16シーズンにトップチームに昇格し、2016年3月12日のFO ŽPシュポルト・ポドブレゾヴァー戦で、トップリーグデビュー。2018年まで在籍し、DFながら、Bチームでは4シーズンで11ゴールを記録した。
2018年6月14日、ACFフィオレンティーナと5年契約を締結。9月22日のS.P.A.L.戦でセリエA初出場を果たした。
2022年8月22日、フェイエノールトに4年契約で移籍した。
2025年7月24日、アトレティコ・マドリードに5年契約で移籍した。

## スロバキア代表
2015年からユース世代のスロバキア代表に招集。2018年10月にフル代表に招集され、14日のUEFAネーションズリーグの対チェコ戦で、代表戦初出場を果たした。

## タイトル

### クラブ
ジリナ
- フォルトゥナ・リーガ: 2016-17

スパルタ・プラハ
- ポハール・チェスケー・ポシュスティ: 2019-20
- チェコ1部リーグ: 2022-23

フェイエノールト
- エールディヴィジ: 2022-23
- KNVBカップ: 2023-24
- ヨハン・クライフ・スハール: 2024